# Santa Maria (Kalifornija)
Santa Maria je grad u američkoj saveznoj državi Kalifornija. Prema popisu stanovništva iz 2010. u njemu je živjelo 99.553 stanovnika.